# Batalion ON „Chorzów”

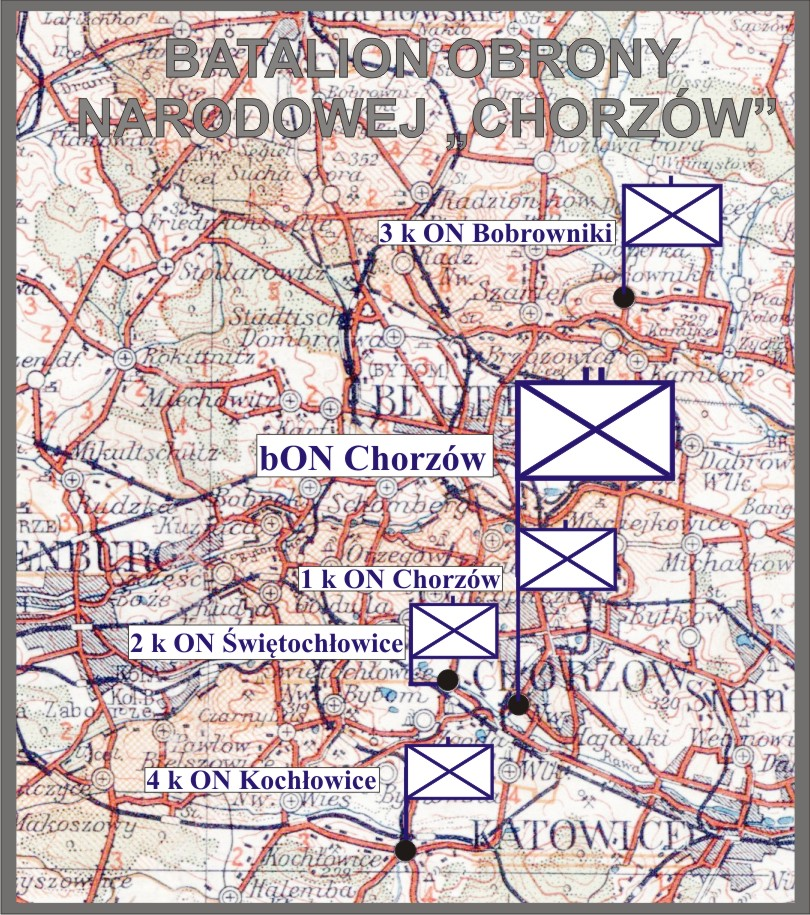
Batalion ON Chorzów

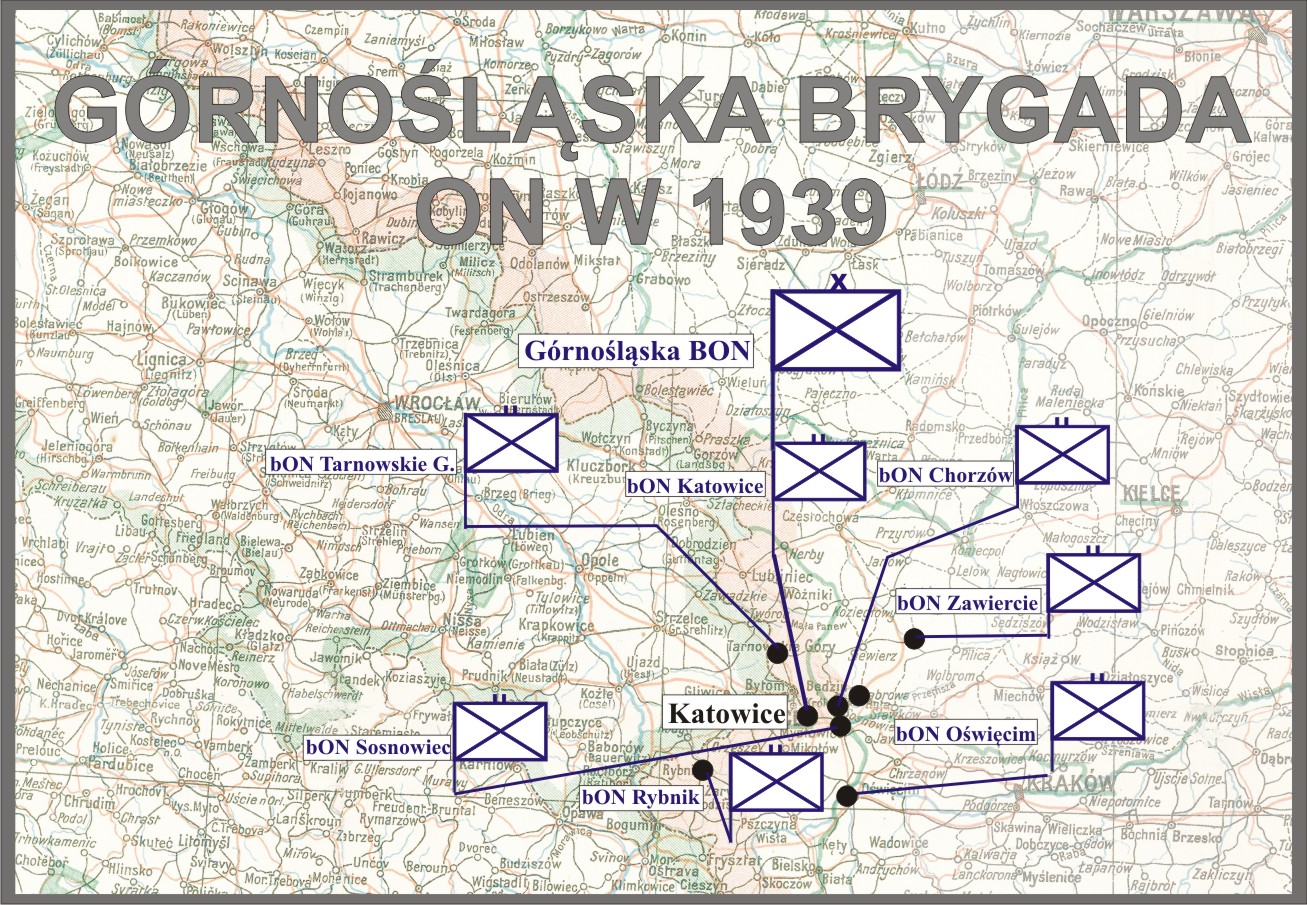
Górnośląska ON

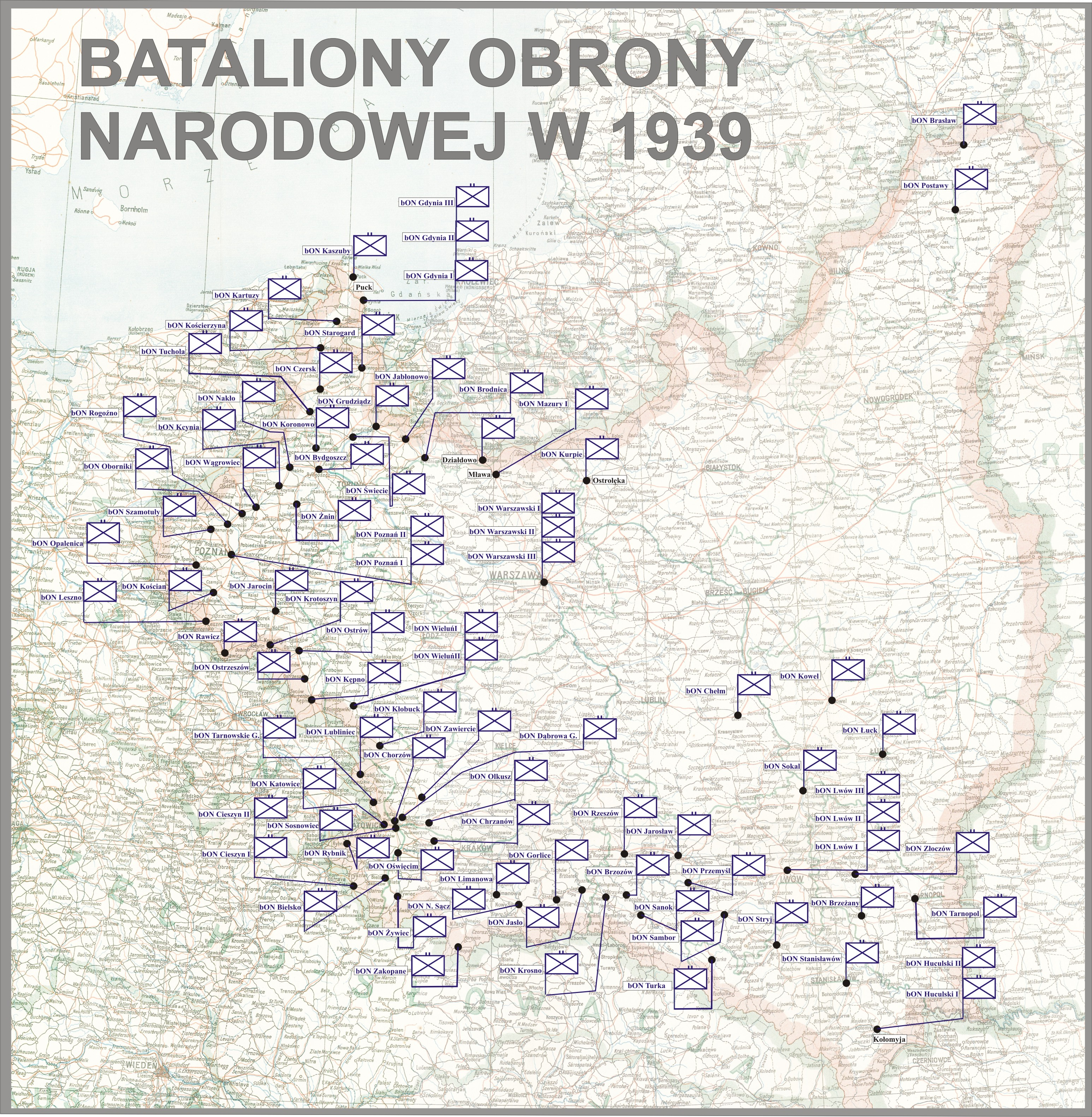
Obrona Narodowa w 1939

Chorzowski Batalion Obrony Narodowej (Batalion ON „Chorzów”) – pododdział piechoty Wojska Polskiego II RP.

## Formowanie i zmiany organizacyjne
Chorzowski batalion ON sformowany został we wrześniu 1937, w składzie Górnośląskiej Brygady ON, z czterech kompanii wydzielonych z batalionów ON: bielskiego, cieszyńskiego, oświęcimskiego i zawierciańskiego. Jednostką administracyjną i mobilizującą dla Chorzowskiego batalionu ON był 75 pułk piechoty.
Wiosną 1939 pododdział przeformowany został na etat batalionu ON typ „S”. Wiosną przezbrojono batalion w broń produkcji polskiej z broni francuskiej. Podczas mobilizacji alarmowej 24 sierpnia 1939 batalion został rozformowany, kompanie po zmobilizowaniu wcielone do batalionów km spec. nr I, II i III jako kompanie strzeleckie.

## Działania batalionu we wrześniu 1939
Na podstawie poprawek do planu mobilizacyjnego „W”, batalion ON „Chorzów” został przewidziany do rozformowania. Natomiast poszczególne pododdziały batalionu podczas mobilizacji alarmowej 24 sierpnia 1939 roku (grupa zielona), posłużyły jako zawiązki do sformowania kompanii strzeleckich batalionów karabinów maszynowych specjalnych nr I, II i III. 
- Kompania ON „Kochłowice” 10 kompanii strzeleckiej, II batalionu karabinów maszynowych specjalnych (pokojowy IV/73 pp),
- kompania ON „Świętochłowice” 11 kompanii strzeleckiej II batalionu karabinów maszynowych specjalnych (pokojowy IV/73 pp),
- kompania ON „Bobrowniki” 10 kompanii strzeleckiej I batalionu km spec. (IV/11 pp),
- kompania ON „Chorzów” 10 kompanii strzeleckiej batalionu km spec. nr III (IV/75 pp).

Po mobilizacji kompanie te, składały się z trzech plutonów każda, uzbrojone były w 1 ckm, 5 rkm i 2 moździerze, liczyły po 225 żołnierzy. W kampanii wrześniowej kompanie walczyły w składzie  batalionów km spec. Grupy Fortecznej Obszaru Warownego „Śląsk” (Armia „Kraków”).

## Obsada personalna
Obsada personalna batalionu w marcu 1939
- dowódca batalionu – mjr piech. Stanisław Wideł[b]
- dowódca 1 kompanii ON „Chorzów” – kpt. piech. Kazimierz Jan Paszki[c]
- dowódca 2 kompanii ON „Świętochłowice” – por. kontr. piech. Antoni Hussakowski[d]
- dowódca 3 kompanii ON „Bobrowniki” – kpt. adm. (piech.) Władysław Bomba
- dowódca 4 kompanii ON „Kochłowice” – kpt. adm. (piech.) Marian Tułak[e]

Obsada personalna w sierpniu 1939
- dowódca batalionu - mjr Stanisław Wideł
- adiutant - ppor. rez. Paweł Leon Kałuża
- dowódca 1 kompanii ckm - kpt. Kazimierz Jan Paszki
- dowódca 2 kompanii ckm - por. Zygmunt Maraszek
- dowódca 3 kompanii ckm - por. Stefan Robert Szołowski
- dowódca kompanii strzeleckiej - por. kontr. Włodzimierz Hussakowski